# غرومان سي-1 تريدر
غرومان سي-1 تريدر (بالإنجليزية: Grumman C-1 Trader)‏ هي طائرة نقل بمحركين، تستخدم كطائرة توصيل على متن حاملات الطائرات (بالإنجليزية: carrier onboarddelivery)‏ (COD)، أنتجت في الولايات المتحدة. من صناعة غرومان. كانت تستخدم بشكل أساسي من قبل بحرية الولايات المتحدة. كان أول طيران لها في 4 ديسمبر 1952. دخلت الخدمة في 1952، انتهت خدمتها في 1988. صنع منها 83 طائرة. طورت من غرومان إس-2 تراكر. تم استبدالها بطائرة غرومان سي-2 قريهوند والتي هي نسخة مماثلة لطائرة شركة نورثروب غرومان إي - 2 هوك آي.